# Арамлиец
Арамлиец е защитена местност в България. Разположена е в землищата на селата Поибрене, област Пазарджик, Белица и Каменица, Софийска област.
Разположена е на площ 140,8 ha. Обявена е на 26 септември 1964 г. с цел опазване на характерен ландшафт.
В защитената местност се забраняват:
- провеждането на сечи, освен санитарни и ландшафтни за подобряване санитарното състояние и защитно-украсното значение на горите;
- пашата на добитък през всяко време;
- разкриване на кариери, къртене на камъни, изхвърляне на сгурия и други промишлени отпадъци, както и всякакви действия, които загрозяват или нарушават природната обстановка около обекта.[1]